# Waldemar Levy Cardoso
Waldemar Levy Cardoso (Rio de Janeiro, 4 dicembre 1900 – Rio de Janeiro, 13 maggio 2009) è stato un militare brasiliano.

## Biografia
Waldemar Levy Cardoso è stato l'ultimo maresciallo di campo e veterano in generale dell'esercito brasiliano. Era nato da un padre proveniente dallo Stato del Rio Grande do Sul e da una madre ebrea, presso Rio de Janeiro. Cardoso si laureò ad un collegio militare alla fine del 1918, alla fine della prima guerra mondiale, e potrebbe essere considerato uno dei veterani di quella guerra, sebbene non abbia partecipato ad alcuna azione militare.
Waldemar Levy Cardoso servì in Italia durante la seconda guerra mondiale come tenente colonnello, comandante di un battaglione di artiglieria del corpo di spedizione brasiliano (Força Expedicionária Brasileira).
È morto il 13 maggio del 2009 presso l'Hospital Central do Exército.